# Die Jodelschule
Die Jodelschule ist ein Sketch des deutschen Humoristen Loriot. Er zeigt Erwachsene, die in der titelgebenden Bildungsanstalt das Jodeln erlernen. Der angestrebte Abschluss, das Jodeldiplom, ging in die deutsche Umgangssprache als Synonym für wertlose Bildungsabschlüsse ein. Der Sketch wurde im Dezember 1978 in der sechsten Folge der Sendereihe Loriot ausgestrahlt. 1981 erschien sein Text erstmals auch in gedruckter Form.

## Handlung
In einem Klassenzimmer sitzen etwa 25 erwachsene Menschen. Ein Lehrer diktiert ihnen einen Jodler. Dann sollen drei von ihnen, Herr von Liliencron, Dr. Sudermann und Frau Hoppenstedt, Teile dieses Erzherzog-Johann-Jodlers frei vortragen. Frau Hoppenstedt hat dabei große Probleme und wird mehrfach vom Lehrer korrigiert. Unter anderem verwechselt sie „du dödl di“ mit „dö dudl dö“, was laut dem Lehrer „zweites Futur bei Sonnenaufgang“ ist. Nach der Schulstunde betritt der Reporter Schmoller von Radio Bremen das Zimmer. Er fragt Frau Hoppenstedt, ob sie bereit wäre, ein kurzes Interview für das Frauenjournal zu geben. Nachdem der Lehrer Dr. Vogler, Leiter des Vogler-Instituts für modernes Jodeln, das Wesen des Diplomjodelns erklären durfte, fragt Schmoller Frau Hoppenstedt, warum sie in die Jodelschule ginge. Sie antwortet, dass gerade eine Hausfrau mit Familie eine abgeschlossene Berufsausbildung haben sollte. Sie wolle das Gefühl haben, auf eigenen Füßen zu stehen und habe dann „was Eigenes“, ihr Jodeldiplom. Dies sehe auch ihr Ehemann so, der sich eine „echte Partnerin“ mit eigenen geistigen Fähigkeiten wünsche.
Schmoller und Frau Hoppenstedt verlassen gemeinsam die Schule. Dort treffen sie auf Hoppenstedts Ehemann. Dieser erklärt Schmoller nun mit denselben Worten wie seine Frau die Gründe für ihre Teilnahme am Jodelkurs. Dabei unterbricht er seine Frau mehrfach. Nachdem Schmoller sich verabschiedet hat, maßregelt Herr Hoppenstedt seine Frau, sie solle ihn nicht unterbrechen, wenn er einem Herrn etwas mitzuteilen habe.

## Produktion und Veröffentlichung
Der Sketch wurde 1978 für die sechste und letzte Folge der Sendereihe Loriot produziert. Die Innenaufnahmen entstanden im Studio, die Außenaufnahmen wurden in Bremen an der Horner Straße/Ecke Schönhausenstraße gedreht. Die Rolle von Herrn und Frau Hoppenstedt übernahmen Heinz Meier und Evelyn Hamann. Loriot spielte den Reporter Schmoller, der Institutsleiter Dr. Vogler wurde von Hans Kircher dargestellt. Erwin Wirschaz übernahm die Rolle des Dr. Sudermann, Thomas Kylau spielte Herrn Liliencron.
Erstmals ausgestrahlt wurde Loriot VI am 7. Dezember 1978 im Deutschen Fernsehen. Anders als in den vorhergehenden Folgen besteht zwischen den meisten Sketchen der Folge eine engere Beziehung. So treten Herr und Frau Hoppenstedt in der Folge auch noch in den Sketchen Vertreterbesuch, Kosakenzipfel und Weihnacht auf. In Vertreterbesuch und Kosakenzipfel wird auf Frau Hoppenstedts Jodelausbildung und ihre Aussagen dazu Bezug genommen. Zudem tritt in Kosakenzipfel und in Weihnacht ebenso wie am Ende von Die Jodelschule ein älterer Herr auf, der seine Dienste als Weihnachtsmann anbietet. Er wurde von Bruno W. Pannek dargestellt.
1997 ordnete Loriot sein Fernsehwerk neu und machte aus den sechs 45-minütigen Originalfolgen von Loriot vierzehn Folgen mit einer Laufzeit von je 25 Minuten. Während die anderen Sketche rund um die Hoppenstedts in der vierzehnten Folge Weihnachten bei Hoppenstedts zusammengefasst wurden, ist Die Jodelschule zusammen mit Kosakenzipfel Teil der zehnten Folge Vom Jodeln, Flöten, Pfeifen, Fiedeln, von Küssen und Kosakenzipfeln. Der Auftritt des Weihnachtsmanns wurde in dieser Folge entfernt. Gleiches gilt für die gedruckte Textversion, die erstmals 1981 in Loriots Dramatische Werke erschien und seitdem in einigen weiteren Sammelbänden von Loriot aufgenommen wurde.

## Analyse und Einordnung
Der Germanist Stefan Neumann, der seine Dissertation zum Leben und Werk von Loriot verfasste, sieht in Die Jodelschule eine Parodie auf die in den 1970er Jahren um sich greifende Volkshochschul- und Erwachsenenbildung. Dieses Streben nach Bildung zum Nachweis einer höheren Stellung ist laut seinem Kollegen Felix Christian Reuter typisch für den modernen Kleinbürger. Wie im Falle des Jodeldiploms handele es sich oft aber nur um eine Scheinbildung zum Erwerb eines beliebigen Diploms. Zudem sieht Neumann in den Hoppenstedts eine Parodie auf den Selbstverwirklichungsdrang von Hausfrauen. Die Aussagen, mit denen Frau Hoppenstedt die Motive für ihre Teilnahme am Jodelkurs erklärt, seien „karikaturhaft“ und beständen aus „vorgefertigten Phrasen“. Zudem würden sie am Ende vollkommen von den Aussagen ihres Mannes unterlaufen. Dessen Verhalten ist laut Reuter grotesk. Auf der einen Seite gibt er scheinheilig vor, dass er die Eigenständigkeit seiner Frau unterstützt. Auf der anderen Seite unterbricht er sie ständig und sieht sich im Gespräch mit einem anderen Mann als ihr übergeordnet an. Loriot zeige damit auf, dass die Gleichstellung von Mann und Frau in den 1970er Jahren zwar nach außen hin von vielen unterstützt wurde, viele der Unterstützer dann aber im alltäglichen Umgang trotzdem in patriarchische Muster verfielen. Daneben zeigt Herr Hoppenstedt ein als typisch männlich geltendes Kommunikationsverhalten, bei dem er sich dominant gegenüber seiner Frau verhält, und das mit dem Schlagwort Mansplaining beschrieben werden kann.
Wortkomik und das Spiel mit Mehrdeutigkeiten von Wörtern bilden einen wesentlichen Aspekt von Loriots Komik. In der Jodelschule tritt sie bei der Lautkombination „du dödl“ des Erzherzog-Johann-Jodlers auf. In der Umgangssprache steht „Dödel“ unteren anderem für „Dummkopf“. Da sich Frau Hoppenstedt beim Nachsprechen besonders schwer tut, klingt für Reuter hier eine Beleidigung durch den Lehrer an. Daneben steht „Dödel“ umgangssprachlich auch für „Penis“. Solche sexuellen Anspielungen bilden einen großen Teil der Mehrdeutigkeiten, die Loriot in seine Texte einbaute. Auch der Name des Lehrers Vogler weckt laut Reuter Assoziationen zu „vögeln“ und damit zu Geschlechtsverkehr. Gleiches gelte für das Wort „jodeln“, das in Herrn Hoppenstedts Aussagen „Sie jodeln mit meiner Frau?“ und „Meine Frau jodelt beruflich“ zu weiteren Bedeutungsebenen führe. Dieses Motiv werde im Sketch Kosakenzipfel bei der Diskussion um die Berufstätigkeit der Frauen fortgeführt. Statt wie Frau Hoppenstedt zu jodeln, reitet ihre Gesprächspartnerin Frau Pröhl. „Reiten“ oder „Reitunterricht nehmen“ kann ebenso für Geschlechtsverkehr stehen. Sexuelle Anspielungen beschränken sich nicht nur auf den Text. So hängt im Klassenzimmer der Jodelschule eine medizinische Darstellung des menschlichen Kehlkopfes, die Loriot und sein Assistent Stefan Lukschy als leicht anzüglich und zweideutig empfanden.
Die Namen der Schüler „von Liliencron“ und „Dr. Sudermann“ verweisen auf die deutschen Dichter Detlev von Liliencron und Hermann Sudermann. Da sich beide den Strömungen des Naturalismus bzw. der Naturromantik zuordnen lassen, vermutet Reuter, dass Loriot sie gerade deshalb mit Jodeln in Verbindung brachte.

## Nachwirkung
Die Jodelschule gehört zu den bekanntesten Sketchen Loriots. So war sie 1997 bei einer Umfrage unter den acht Loriot-Sketchen, die von den Befragten am häufigsten auf Anhieb genannt wurden. Das Jodeldiplom entwickelte sich zu einem geflügelten Wort und wird metaphorisch für überflüssige, wertlose oder in einer Titelmühle gekaufte Bildungsabschlüsse verwendet. Daneben wird es in Berichten über reale Jodelkurse oder -ausbildungen erwähnt.

## Ausgaben (Auswahl)
Bildtonträger
- Loriots Vibliothek. Band 3: Familie Hoppenstedt oder eine Idylle. Warner Home Video, Hamburg 1984, VHS Nr. 3.
- Loriot – Sein großes Sketch-Archiv. Warner Home Video, Hamburg 2001, DVD Nr. 3 (als Teil von Loriot 10).
- Loriot – Die vollständige Fernseh-Edition. Warner Home Video, Hamburg 2007, DVD Nr. 4 (als Teil von Loriot VI).
- Loriot – Weihnachten bei Hoppenstedts. Studio Hamburg, Hamburg 2020, DVD (Teil von Loriot VI ohne Salamo-Konzert).

Tonträger
- Loriots dramatische Werke. Ehe, Politik und andere Katastrophen. Deutsche Grammophon, Hamburg, 1981, Schallplatte.
- Loriot. Litera, Ost-Berlin, 1988, Schallplatte.
- Loriots Klassiker. Deutsche Grammophon, Hamburg, 1988, CD.
- Loriot – Dramatische Werke. Diogenes, Zürich, 2016, CD (gelesen von Stermann & Grissemann).

Bücher
- Loriots dramatische Werke. Diogenes, Zürich 1981, ISBN 3-257-01004-4, S. 164–168.
- Menschen, Tiere, Katastrophen. Reclam, Stuttgart 1992, ISBN 3-15-008820-8, S. 95–98.
- Das Frühstücksei. Diogenes, Zürich 2003, ISBN 3-257-02081-3, S. 143–146.
- Gesammelte Prosa. Diogenes, Zürich 2006, ISBN 978-3-257-06481-0, S. 215–220.